# Зеленяр сіроголовий
Зеленя́р сіроголовий (Kleinothraupis reyi) — вид горобцеподібних птахів родини саякових (Thraupidae). Ендемік Венесуели.

## Опис
Верхня частина тіла птаха має оливкове забарвлення, нижня частина тіла жовта. Тім'я сіре, "брови" над очима відсутні.

## Поширення і екологія
Сіроголові зеленярі є ендеміками гір Кордильєра-де-Мерида на заході країни. Вони живуть в підліску вологих гірських тропічних і хмарних лісів та на узліссях. Віддають перевагу заростям бамбука Chusquea. Зустрічаються на висоті від 1900 до 3200 м над рівнем моря, переважно на висоті понад 2150 м над рівнем моря.

## Збереження
МСОП класифікує стан збереження цього виду як близький до загрозливого. Сіроголові зеленярі є досить поширеним видом в межах свого ареалу, однак їм загрожує знищення природного середовища.